# Merlin (film, 1998)
Merlin je dvoudílný americko-britský dobrodružný fantasy film z roku 1998, vyprávějící o legendárním kouzelníkovi Merlinovi, postavě pocházející z anglické mytologie a o jeho životě plném zvratů a intrik. Na rozdíl od ostatních filmů z podobnou tematikou zde není v popředí Artuš a rytíři Kulatého stolu, kteří zde hrají spíše vedlejší roli a film se zaměřuje na Merlina, Morganu La Fey, královnu Mab a další podobné postavy. Volně na něj navazuje film Merlin - Čarodějův učeň, ve kterém se ale vyskytuje ze známých postav jen Merlin sám.
Titulní roli si zahrál novozélandský herec Sam Neill, který byl v té době na vrcholu popularity, kam se dostal roku 1993 po uvedení snímku Jurský park do kin. Zazářila zde také Helena Bonham Carterová, v té době také slavná a uznávaná herečka. Film režíroval Steve Barron a scénář napsali David Stevens a Petr Barnes.

## Obsah filmu
Na celém světě je stále více křesťanů a další se k nim rychle přidávají a to znamená pro pohanské bohy a bytosti, ve které do nynějška věřili, konec. Postaví se proti tomu královna Mab, jedna z legendárních bytostí a vytvoří mocného čaroděje, jehož jméno zní Merlin a toho chce využít, aby nepřišel její zánik. Rozčílí ji, když její návrh odmítne její sestra, jezerní paní, a jde ve svém úmyslu neustále dál a tím víc zlých věcí dělá. To se nelíbí Merlinovi, kterého dá zatím vycvičit v čaroděje, odejde od ní a bojuje proti ní. Setkává se s mnoha lidmi, od jeho přítele skřítka Frika a krále Vortigerna přes krále Artuše až po podivuhodnou Morganu La Fey a pokouší se konat dobro, v čemž mu pomáhá meč Excalibour, který dostal od sestry Mab a překonává tak útrapy a intriky, kterých je v těchto dobách okolo občanské války, kterou král Konstantin nezvládá, mnoho a i v dalších dobách, kdy se začíná prosazovat mladá Morgana a zplodí s králem Artušem syna Mordreda, což se stane později mladému králi osudným. Po celý svůj život ale nemůže dosáhnout toho, co si přeje – vzít se s Nimue, již ze srdce miluje. Mab proti němu po celou tuto dobu bojuje a dokonce dosáhne toho, že je Nimue zavalena v jakési kotlině a nemůže se odsud dostat. Nakonec ale Merlin nad Mab zvítězí – docílí toho, že v ní všichni v místnosti, kde se nachází, přestanou věřit a odejdou a Mab zmizí.
Po letech, když jako stařec tento příběh vypráví ve městě, potká starého přítele a následného soupeře Frika a ten mu řekne, že se již Nimuet dostala z kotliny a Merlin ji najde. Spolu žijí potom šťastně a Merlin použije své poslední kouzlo, jímž je oba změní a oba vypadají a jsou tak mladí, jako kdysi. 

## Obsazení
- Sam Neill – kouzelník Merlin
- Helena Bonham Carterová – čarodějnice Morgana Le Fay
- Miranda Richardson – královna Mab a Jezerní paní
- Rutger Hauer – král Vortigern
- Isabella Rossellini – Nimue
- Martin Short – skřítek Frik
- John Gielgud – král Konstant
- James Earl Jones – Král Hory
- Jason Done – Mordred
- Paul Collan – Artuš
- Daniel Brockebank – mladý Merlin
- a další